# Перемітне
Перемі́тне (каз. Переметное) — село, центр Байтерецького району Західноказахстанської області Казахстану. Адміністративний центр Перемітнинського сільського округу.
Населення — 4340 осіб (2021; 4308 у 2009, 4406 у 1999, 4452 у 1989).